# Championnats d'Océanie d'athlétisme 2013
Navigation
Édition précédente Édition suivante
Les Championnats d’Océanie d’athlétisme 2013 (en anglais, 2013 Oceania Athletics Championships) se déroulent dans le Stade Pater Te Hono Nui à Papeete, en Polynésie française, entre les 3 et 5 juin 2013.

## Résultats

### Hommes
| Event                        | Or                                                                       | Or                       | Argent                                                          | Argent                   | Bronze                                                                      | Bronze                   |
| ---------------------------- | ------------------------------------------------------------------------ | ------------------------ | --------------------------------------------------------------- | ------------------------ | --------------------------------------------------------------------------- | ------------------------ |
| 100 m (wind: -1.0 m/s)       | Banuve Tabakaucoro (FIJ)                                                 | 10 s 65                  | Siueni Filimone (TGA)                                           | 11 s 17                  | William Smart (NZL)                                                         | 11 s 17                  |
| 200 m (wind: -1.5 m/s)       | Banuve Tabakaucoro (FIJ)                                                 | 21 s 08                  | Nelson Stone (PNG)                                              | 21 s 98                  | William Smart (NZL)                                                         | 22 s 32                  |
| 400 m                        | Robert Jopp (NZL)                                                        | 48 s 44                  | Tom Symes (NZL)                                                 | 49 s 59                  | Theo Piniau (PNG)                                                           | 49 s 70                  |
| 800 m                        | Adrien Kela (NCL)                                                        | 1 min 52 s 81            | Alex Beddoes (COK)                                              | 1:54.10                  | Jack Bruce (AUS)                                                            | 1:55.91                  |
| 1 500 m                      | Jack Bruce (AUS)                                                         | 4 min 1 s 18             | Adrien Kela (NCL)                                               | 4 min 5 s 19             | /Thomas Briggs (NAUS)                                                       | 4 min 5.39               |
| 5 000 m                      | Josh Maisey (NZL)                                                        | 15 min 33 s 90           | / Anthony Craig (NAUS)                                          | 15:38.74                 | Sapolai Yao (PNG)                                                           | 15:43.03                 |
| 10 000 m                     | Josh Maisey (NZL)                                                        | 32 min 31 s 31           | / Anthony Craig (NAUS)                                          | 33:35.39                 | Sapolai Yao (PNG)                                                           | 33:44.20                 |
| 3 000 m steeple              | Sapolai Yao (PNG)                                                        | 9 min 49 s 67            | / Hamish MacDonald (NAUS)                                       | 9:56.49                  | Winsy Tama (PYF)                                                            | 9:59.03                  |
| 110 m haies (wind: +0.1 m/s) | Tyler Heron (AUS)                                                        | 15 s 57                  | Michael Herreros (GUM)                                          | 16.64                    | Nicholas Raval (GUM)                                                        | 16.87                    |
| 400 m haies                  | Mowen Boino (PNG)                                                        | 51 s 97                  | Leigh Bennett (AUS)                                             | 52.08                    | David Benjimen (VAN)                                                        | 54.14                    |
| Saut en hauteur              | Jordan Peters (NZL)                                                      | 2,06 m                   | Cedric Dubler (AUS)                                             | 2,06 m                   | Isikeli Waqa (FIJ)                                                          | 2.03 m                   |
| Saut à la perche             | Cedric Dubler (AUS)                                                      | 4,50 m                   | Brandon Ricou (PYF)                                             | 3.80m                    |                                                                             |                          |
| Saut en longueur             | Cedric Dubler (AUS)                                                      | 7,24m w (wind: +3.4 m/s) | Simione Isimeli (FIJ)                                           | 6.95m w (wind: +3.6 m/s) | William Cowper (NZL)                                                        | 6.71m w (wind: +2.4 m/s) |
| Triple saut                  | Scott Thomson (NZL)                                                      | 14.91m (wind: +0.0 m/s)  | Todd Swanson (NZL)                                              | 14.57m (wind: +0.0 m/s)  | Mong Tavol (PNG)                                                            | 14.18m (wind: +0.0 m/s)  |
| Lancer du poids              | Alexander Rose (SAM)                                                     | 17,22 m                  | Loïc Tuaira (PYF)                                               | 14.86m                   | Steven Lasei (SAM)                                                          | 14.76m                   |
| Lancer du disque             | Alexander Rose (SAM)                                                     | 56,05 m                  | Steven Lasei (SAM)                                              | 45.66m                   | Loïc Tuaira (PYF)                                                           | 42.05m                   |
| Lancer du marteau            | Alexander Rose (SAM)                                                     | 55,49 m                  | Steven Lasei (SAM)                                              | 31.05m                   |                                                                             |                          |
| Lancer du javelot            | Leslie Copeland (FIJ)                                                    | 76,87 m                  | John Crandell (AUS)                                             | 59.46m                   | Jacky Tuakoifenua (WLF)                                                     | 57.97m                   |
| Décathlon                    | Nick Gerrard (NZL)                                                       | 6 807 points             | Andrew Hodges (AUS)                                             | 6573                     | Aaron Page (AUS)                                                            | 5861                     |
| 4 x 100 m                    | Tonga Lars Fa'apoi Heamatangi Tu'ivai Siosaia Teumohenga Siueni Filimone | 43 s 27                  | Kiribati El-Jay Neneia Kiatau Cama Tealava Lotolua Nooa Takooa  | 44.46                    | Tahiti Laurent Coia Rainui Taraufau Rony Chang Yuk Shan Ahonui Beauval-Tahi | 44.48                    |
| 4 x 400 m                    | Nouvelle-Zélande William Smart William Cowper Robert Jopp Tom Symes      | 3 min 21 s 26            | Australie Andrew Broadbent Leigh Bennett Aaron Page Tyler Heron | 3:28.15                  | Vanuatu George Vingaria Molisingi David Benjamin Tom Joe George Wes Faerua  | 3:31.18                  |